# Inés Fonseca
María Agnes Fonseca Legrand, nombre artístico Inés Fonseca (Santander, 1 de julio de 1960), es una cantante, compositora y poeta española. También es profesora titulada de canto. Conocida por poner voz y música a poetas como José Hierro, Ernesto Cardenal, Miguel Hernández, Cristina Peri Rossi o María Victoria Atencia, entre otros; la trayectoria de la artista hace hincapié en la visibilización de la mujer en la poesía española. La cantante ha lanzado diez álbumes de estudio.

## Biografía
Está casada con José Ángel Rueda Gutiérrez — arquitecto — con quien tiene un hijo, Ángel. De madre belga — Josette Legrand Delporte, logopeda — y de padre cántabro — Fernando Fonseca Pigazo, médico y dentista — Es la menor de tres hermanos. Pasó buena parte de su infancia en Bélgica con sus abuelos. Desde muy joven comenzó a interesarse por la música, y con referentes de influencia francesa — Charles Aznavour o Édith Piaf, Yves Montand, Jacques Brel, … — y de influencia anglosajona — Leonard Cohen, Bob Dylan, Cat Steven, The Beatles… — comenzó a componer sus propias canciones.
A los 13 años recibió el primer premio del concurso “Canción” organizado por Radio Nacional de España y a los 17 años reincidió con el primer premio “Festival de la canción, canción” organizado por la Universidad Internacional Menéndez Pelayo.
A los diecisiete años inició sus estudios de canto y guitarra en el Conservatorio de Música Ataulfo Argenta de Santander. A los veintisiete años, bajo el magisterio de Pedro La Virgen, continúa su formación académica en el Real Conservatorio Superior de Música de Madrid. Al finalizar la carrera recibió formación de perfeccionamiento de la mano de Alfredo Kraus y Montserrat Caballé
Al finalizar la carrera, decide romper con el mundo clásico y vuelve a componer, transitando por una gran variedad de estilos — bossa nova, pop, bolero, jazz… —

## Carrera musical
En 1982 entró como vocalista en el grupo de música “Lady Jazz”, actúa en festivales como el “I Festival de Jazz de Santander” en 1983, donde comparte escenario con Dollar Brand. Debido a una enfermedad, se vio apartada de los escenarios durante varios años. En ese periodo compuso y escribió las canciones que formarán su primer disco: Amanecer.

### 2000
El 17 de octubre de 2000 salió a la venta su primer disco Amanecer, presentándose en el Centro Cultural de Caja Cantabria (CASYC). Un álbum muy personal con canciones propias y un poema de José Hierro. En este disco se reflejan sus referencias musicales, lejos de las del cantautor del momento.

### 2003
El 9 de junio de 2003, junto al poeta José Hierro, Inés Fonseca presentó en la Sala de las Columnas del Círculo de Bellas Artes en Madrid su trabajo VIDA — editado por El Europeo — este libro.cd nació de la amistad entre el literato y la cantante, donde descubrió un formato que traza el comienzo de su producción como cantautora.
En noviembre de 2003, a raíz del II Congreso Internacional de la Lengua Española, celebrado en la ciudad de Valladolid, nació el proyecto del etnólogo y músico Joaquín Díaz Poesía Necesaria, dónde 20 cantantes — Amancio Prada, Joan Manuel Serrat, María Dolores Pradera, Paco Ibañez… — ponen voz y música a 20 poetas — Ángel González, Miguel Hernández, Pedro Salinas, Gabriel Celaya…  —. Para esta colaboración José Hierro e Inés Fonseca seleccionaron un tema del álbum VIDA llamado Nubes — Letra José Hierro, música Inés Fonseca —.

### 2005
El 18 de noviembre de 2005 se lanzó y presentó Santander, música para una ciudad en el Teatro Centro de Acción Social y Cultural de Caja Cantabria (CASYC). Éste fue un libro.CD propuesto para el 250 aniversario de la ciudad de Santander por el Ayuntamiento de Santander, Fundación Caja Cantabria y El Diario Montañés. En este álbum se musicalizó la obra de poetas cántabros como Gerardo Diego, José del Río Sanz, José Luis Hidalgo, José Hierro, y un poema propio de la cantante.

### 2006
El 15 de julio de 2006 se presentó Más allá de este claustro en el Centro de Estudios Lebaniegos de Potes. Éste libro.CD de estilo neo-folk, fue encargado por el Gobierno de Cantabria con motivo del Año Jubilar Lebaniego. En él se entremezclan las músicas y poemas de Fonseca con fotografías e ilustraciones de beatos y textos propios. Se incluyeron además cuatro poemas musicalizados de la poeta Matilde Camus.

### 2007
El 27 de agosto de 2007, dentro de la programación de la Universidad Internacional Menéndez Pelayo, se presentó en el Paraninfo de la Magdalena Generación del 27 — su cuarto libro.CD —. Se trata de un regalo institucional cofinanciado por la UIMP y el Gobierno de Cantabria en el que — con motivo del 80 aniversario — Fonseca musicalizó poemas de los grandes poetas: Federico García Lorca, Rafael Alberti, Pedro Salinas, Jorge Guillén, Vicente Aleixandre, Luis Cernuda, Emilio Prados, Gerardo Diego, Dámaso Alonso y Manuel Altolaguirre.

### 2008
El 13 de agosto de 2008 se llevó en vivo Generación del 27 al Caixa Forum Barcelona y el 14 de agosto en CaixaForum Madrid. Durante 2008 salió a la luz Un ciempiés. Un álbum de canciones propias donde la artista apostó por experimentar con la distribución digital. De estilo jazz-pop, el álbum se compuso a partir de poemas propios y de carácter intimista. Como dijo Luis Eduardo Aute: «Cada disco se supera al anterior. Cada propuesta intenta el más difícil todavía, en el sentido de ahondar cada vez más en su propio y particular universo de reflexiones y sentimientos sin caer jamás en la tentación de hacer concesiones a los modos y modas de turno».[cita requerida]

### 2010
El 16 de junio de 2010, con motivo del centenario del nacimiento del poeta Miguel Hernández, nació Vuelo un libro.CD que aúna la obra pictórica de Luis Quintanilla sobre la Guerra Civil española con poemas — musicalizados por Fonseca —, y cartas de Miguel Hernández a Federico García Lorca, Vicente Aleixandre y a Josefina Manresa, novia y esposa. Este trabajo contó con el apoyo del Gobierno de Cantabria, de la Universidad de Cantabria y de la UIMP, que de nuevo utilizó un libro álbum de la artista como regalo institucional.

### 2012
El 12 de noviembre de 2012 se presentó Dos en uno en la Sala Manuel de Falla de la SGAE. Éste libro.CD, que rindió homenaje a Ernesto Cardenal — poeta nicaragüense — incluye: canciones de Fonseca, textos y fotografías tanto de Ernesto Cardenal como de sus esculturas. Además este libro.CD es el primer y único catálogo recopilatorio de toda la obra plástica del homenajeado.

### 2016
Contrabando es un homenaje póstumo a Isaac Cuende. Un álbum inédito basado en el libro Contrabando. Poemas Súbitos y que se distribuyó solo entre familiares y amigos.

### 2017
El 25 de abril de 2017 se presentó Trazos en el Parlamento de Cantabria acompañada de varias de las poetas que tienen obra en el disco. Este libro.CD recoge dieciocho poemas de dieciocho mujeres españolas, vivas y actuales; veteranas y emergentes, avaladas por premios nacionales e internacionales.
Este proyecto pionero no nació como antología, sino como visibilización y cobertura de poetisas reconocidas y silenciadas, en contraposición a la vasta cultura de los poetas masculinos, largamente representados a lo largo de la historia de la literatura. Poesía femenina unida por una voz y por una música: el jazz. Las poetas que participan en este libro.CD son: Verónica Aranda, María Victoria Atencia, Noni Benegas, Dori Campos, Laura Cancho, Laura Casielles, Juana Castro Muñoz, Maribel Fernández Garrido, Ana García Negrete, Rosario de Gorostegui, Menchu Gutiérrez, Almudena Guzmán, Clara Janés, Chantal Maillard, Julia Otxoa, Cristina Peri Rossi, Mercedes Ridocci y Gloria Ruiz.